# Maubert-Fontaine
Maubert-Fontaine è un comune francese di 1 148 abitanti situato nel dipartimento delle Ardenne nella regione del Grand Est.

## Società

### Evoluzione demografica
Abitanti censiti